# Lawana exsoleta
Lawana exsoleta är en insektsart som beskrevs av Melichar 1902. Lawana exsoleta ingår i släktet Lawana och familjen Flatidae. Inga underarter finns listade i Catalogue of Life.